# Рощенко Олена Георгіївна
Оле́на Гео́ргіївна Ро́щенко (нар. 4 грудня 1958, Харків) — українська музикознавиця, педагог, доктор мистецтвознавства (2006), професор (2008).

## З життєпису
Народилася 1958 року в сім'ї музикантів. Батько ― відомий віолончеліст-виконавець, педагог, професор, ректор ХНУМ ім. І. П. Котляревського Г. Б. Авер'янов, мати ― музикознавиця, одна із засновниць сучасної музикознавчої регіоналістики, кандидат мистецтвознавства, доцент З. Б. Юферова. Музичну освіту розпочала у Харківській середній спеціалізованій музичній школі-інтернаті. У 1982 році закінчила Харківський державний інститут мистецтв ім. І. П. Котляревського по класу Н. Л. Очеретовської. Продовжила професійну підготовку в Київській консерваторії (клас Івана Котляревського). Захистила кандидатську дисертацію: «Історико-соціальні типи функціонування музично-культурної спадщини в композиторській творчості» у 1988 році та отримала науковий ступінь кандидата мистецтвознавства. Від 1994 року — доцент. 2004 року стала лауреаткою Муніципальної премії ім. І. Слатіна «За визначний внесок у розвиток музикознавства». Захистила докторську дисертацію: «Діалектика міфологеми і нова міфологія музичного романтизму» у 2006 році та здобула науковий ступінь доктора мистецтвознавства. Від 2008 року — професор. Проживає у місті Харків.
Працювала на посаді завідувачки кафедри історії та теорії світової та української культури (2002—2013), завідувачки кафедри теорії музики (2014—2015) ХНУМ імені І. П. Котляревського.
У ХДАК працювала з 2015 року: 2015—2017 роки — на посаді проректора, впродовж 2017—2021 років виконувала обов'язки завідувачки кафедри теорії та історії музики Харківської державної академії культури. Викладала наступні дисципліни: «Методологія історичного музикознавства», «Історія світової музики», «Семінар сучасної музики».
Протягом понад двох десятиліть співпрацювала з Молодіжним симфонічним оркестром «Слобожанський», як ведуча провела близько 400 концертів цього колективу.
Входила до складу редколегії збірника наукових праць «Проблеми взаємодії мистецтва, педагогіки та теорії і практики освіти».
Олена Рощенко створила власну наукову школу. Під її керівництвом кандидатські дисертації захистили 17 аспірантів, поміж яких – Цао Хе, Є. Сяньвей, Лю Бінь, О. Степанова.
Нагороджена дипломом лауреата творчої премії Харківського міськвиконкому імені Іллі Слатіна, Почесною грамотою Харківської міської ради Управління культури та Подякою «За багатогранний талант і яскравий мистецький хист» від Президентського фонду Л. Кучми.

## Основні праці
- Іванова І. Л., Мізітова А. А., Рощенко О. Г. Ars longa історичного музикознавства // Харківський державний університет мистецтв імені І. П. Котляревського. Pro Domo Mea: нариси / ред. Т. Б. Вєркіна, Г. А. Абаджян, Г. Я. Ботунова. — Харків, 2007. — С. 186–188.
- Рощенко О. Г. Поетика шевченкового «Заповіту» в опері М. Лисенка — Старицького «Тарас Бульба» / О. Г. Рощенко // Мистецтвознавчі записки: [зб. наук. пр.] / М-во культури України, Нац. акад. кер. кадрів культури і мистецтв ; [редкол.: В. Д. Шульгіна та ін.]. — Київ: Міленіум, 2014. — Вип. 25. — С. 3–13.
- Рощенко О. Пам'яті мучеників Бабиного Яру / О. Рощенко // Музика: наук.-попул. журн. з питань муз. культури / М-во культури і туризму України, Нац. спілка комп. України, Нац. Всеукр. муз. спілка. — Київ: ДП «Нац. газ-журн. вир-во», 2016. — № 4. — С. 31–34.
- Рощенко О. Методологічні засади продуктивної наукової школи І. А. Котляревського / О. Рощенко // Укр. музика. — 2017. — Чис. 2. — С. 75–82.
- Рощенко О. Розгорнуте магічне ім'я у драматургії національного оперного міфу Р. Вагнера (ономатологічні студії) / О. Рощенко // Музика і філософія. — Львів, 2018. — С. 168—170.
- Рощенко О. Г. Протиріччя «нелегкої» долі «leichte sonaten» (ор.49) в історії бетховенознавства / О. Г. Рощенко // Культура України. Серія: Мистецтвознавство: зб. наук. пр. / М-во культури України, Харків. держ. акад. культури ; [редкол.: В. М. Шейко (відп. ред.) та ін.] ; за заг. ред. В. М. Шейка. — Харків : ХДАК, 2019. — Вип. 63. — С. 195—205.
- Musical art: historical and theoretical discourse: collective monograph / I. Konovalova, I. Polska, O. Roshchenko, N. Riabukha, V. Shchepakin, etc. — Lviv ; Torun: Liha-Pres, 2020. — 144 с.
- Рощенко О. Г. «Метелик» Сан Бо як національний китайський оперний міф : монографія / О. Рощенко, Є Сяньвей ; М-во культури та інформ. політики України, Харків. держ. акад. культури. — Харків : Естет Прінт, 2021. — 175 с.
- Roshchenko O. H. Oronyms of Monsalvat and Valhalla in Dramaturgy of Wagner's New Myth «Lohengrin» / O. H. Roshchenko. — Article // Rupkatha Journal on Interdisciplinary Studies in Humanities. — 2021. — Vol. 13, № 1. — С. 1–13.
- Рощенко О. Г. Віолончельна школа Георгія Авер'янова: грані артистизму / О. Г. Рощенко // Аспекти історичного музикознавства. — Харків, 2021. — Вип. 23. — С. 92–107.